# Semaeopus concomitata
Semaeopus concomitata är en fjärilsart som beskrevs av Louis Beethoven Prout 1934. Semaeopus concomitata ingår i släktet Semaeopus och familjen mätare. Inga underarter finns listade i Catalogue of Life.